# ديدان الإبريق
ديدان الإبريق أو إنشترايات (الاسم العلمي Enchytraeidae)، فصيلة حيوانات من الديدان الحلقية وطائفة السرجيات. وهي تشبه ديدان الأرض الصغيرة وتشمل كلا النوعين المعروفين باسم الديدان القشرية.